# Перото, Жозеф
Жозеф Перото (фр. Joseph Perotaux, 8 января 1883 — 23 апреля 1967) — французский фехтовальщик, олимпийский чемпион.

## Биография
Родился в 1883 году в Нанте. В 1924 году на Олимпийских играх в Париже стал обладателем золотой медали в командном первенстве на рапирах.